# 나희

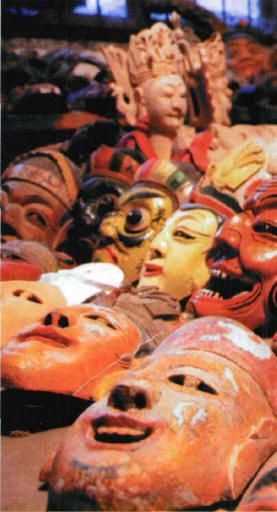
나희 공연에 사용되는 가면

나희(儺戱)는 고대 한반도에서 이루어졌던 유희의 일종이다.
가례(嘉禮)인 연등회와 팔관회에서 백희가무(百戱歌舞)를 연행한 것과 마찬가지로, 흉례(凶禮)인 나례(儺禮)에 있어서도 역시 백희가 연행되었다. 나례란 가면을 쓴 사람들이 일정한 연장(戈盾 등)을 들고 주문을 외면서 귀신을 쫓는 동작을 하는 행사로, 일종의 가면희(假面戱)라 할 수 있는데, 이러한 귀신 쫓기 행사가 한국 자체에서도 상고 때부터 행해졌으리라는 것은 귀와(鬼瓦)나 호우총에서 출토된 목심칠면(木心漆面), 처용설화, 5기의 대면희(大面戱) 등에 의해 짐작할 수 있으나 형식은 중국의 나례의 영향을 받아 갖추어진 것이다. 다만 중국에서처럼 춘하추동 네 계절마다 거행된 것이 아니고 섣달 그믐날의 대나(大儺)만이 행하여졌다. 그러다가 나례는 점차 역귀(疫鬼)를 쫓아내는 종교적 의식으로만 그치지 않고, 다분히 관중들을 즐겁게 하는 구경거리, 즉 연극적 행사로 발전하여 '나례'가 '나희(儺戱)'로 변해가고, '우인(優人)' 또는 '창우(倡優)'라 불리는 직업적 배우가 생겨나게 되었다.

## 같이 보기
- 노 (연극)